# Средний Баяк
Средний Баяк — деревня в Красноуфимском округе Свердловской области. Ранее входила в состав Баякского сельского совета.

## География
Средний Баяк расположен на левом берегу реки Баяк, в 15 километрах на востоко-юго-восток от административного центра округа и района — города Красноуфимска.

### Часовой пояс
Средний Баяк как и вся Свердловская область, находится в часовой зоне МСК+2. Смещение применяемого времени относительно UTC составляет +5:00.

## Население
| 2002 | 2010 | 2021 |
| ---- | ---- | ---- |
| 357  | ↘243 | ↘181 |

## Улицы
В Среднем Баяке пять улиц: Луговая, Никольская, Новая, Цветочная и Центральная.